# Yacente

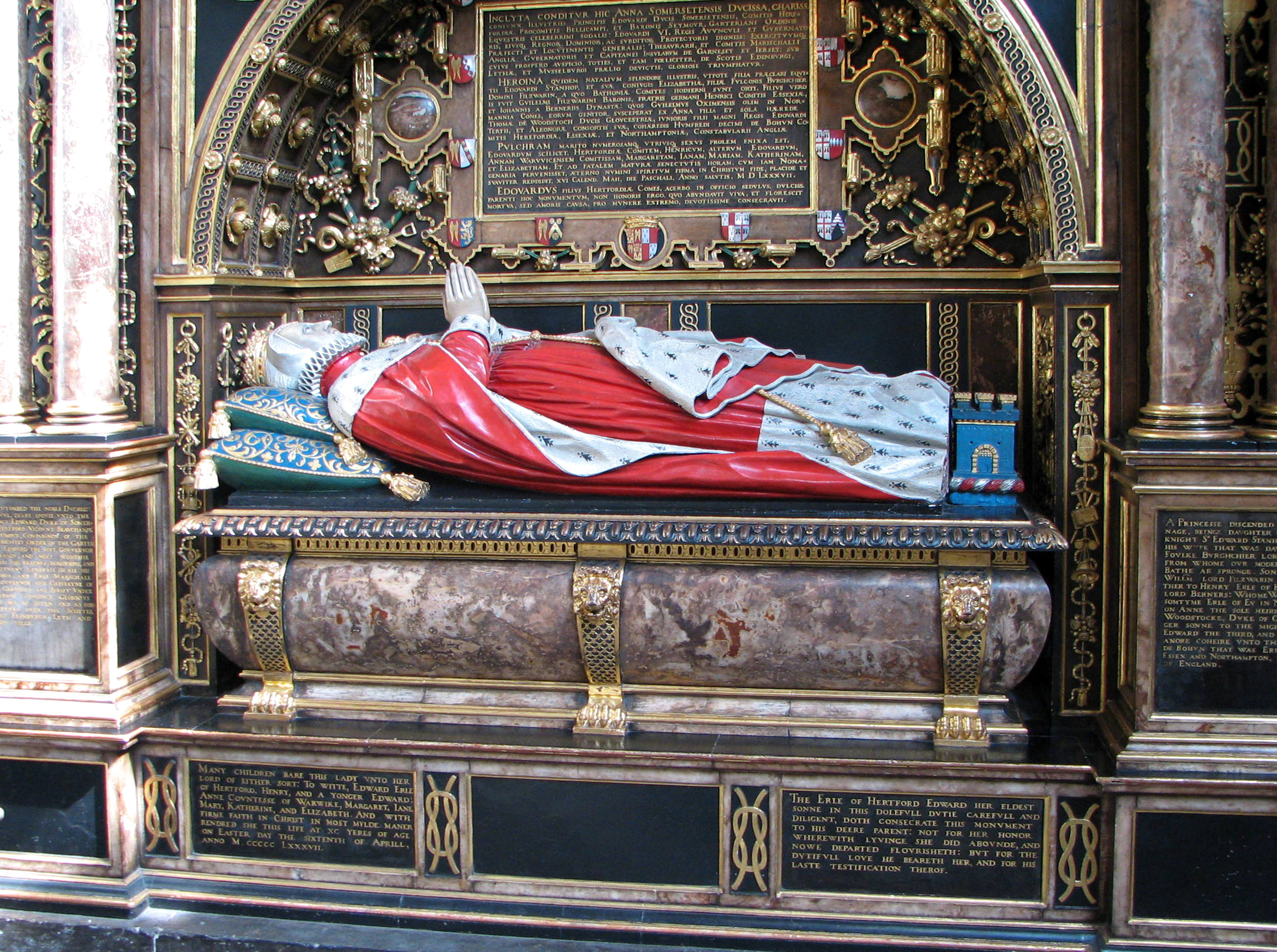
Efigie de Ana Seymour, duquesa de Somerset en la abadía de Westminster.

Yacente (palabra proveniente del latín iacere -"estar tendido"-) es un concepto utilizado en escultura para definir la representación en postura tendida (decúbito supino) de una persona muerta que suele estar enterrada debajo, dentro de un sarcófago (excepto en el caso de los cenotafios, en los que el monumento funerario no coincide con el lugar de enterramiento).
Una tumba en efigie, usualmente una efigie recostada o en francés gisant (que significa "recostado") es una figura esculpida sobre un sepulcro representando en efigie al muerto. Al procurarse la representación del parecido físico, más o menos idealizado, se les considera retratos.
Semejantes composiciones, desarrolladas en Europa occidental en el arte medieval, siguieron realizándose en el arte del Renacimiento y los periodos siguientes del arte de la Edad Moderna, incluso en alguna ocasión en el arte contemporáneo. Típicamente se representa al muerto en un estado de "eterno reposo", yaciendo con las manos dobladas en oración y esperando a la resurrección. Esposo y esposa pueden ser representados yaciendo uno al lado del otro. Es habitual que se representen símbolos iconográficos (por ejemplo, un león simbolizando el valor, un perro simbolizando la fidelidad). Un importante oficial o líder puede ser mostrado con sus atributos de oficio o vestido con el atuendo formal de su estatus oficial o clase social.

## Evolución histórica
La efigie yacente a tamaño real se dio primero en tumbas de la realeza y los clérigos principales, y luego se extendió a la nobleza. Un tipo peculiar de estatua yacente medieval tardía fue el transi, o tumba de cadáver, en la que la efigie está en la forma macabra de un cadáver en descomposición, o una figura semejante yace a un nivel inferior, bajo una efigie más convencional. En el mismo período pequeñas figuras de dolientes llamados pleurants (plañideros) se solían añadir en tumbas importantes debajo del yacente. En la Edad Moderna europea los yacentes a menudo se representan vivos, arrodillados o bien en una pose más activa, especialmente para figuras militares. Durante el Renacimiento distintas tipologías de efigie no yacente se hicieron más populares: yaciendo sobre un lado (tumba de Julio II, de Miguel Ángel -en algún caso, en actitud de leer un libro, como el Doncel de Sigüenza-), arrodillado en oración (grupos familiares de Carlos V y Felipe II a ambos lados del altar mayor de la basílica de El Escorial, de León Leoni y Pompeo Leoni), e incluso en pie o sentado (el Tostado, de Vasco de Zarza). La efigie yacente volvió a ser tendencia durante el período neogótico del siglo XIX, especialmente para los obispos y otros clérigos. Muchas tumbas en el cementerio monumental de Milán cuentan con figuras yacentes. 
Algunos de los ejemplos más conocidos de esta forma se encuentran en la abadía de Westminster en Londres, las basílicas de San Pedro en Roma, San Juan y San Pablo en Venecia (veinticinco dogos) y la Santa Cruz en Florencia.

## Tratamiento literario
Un célebre poema describiendo y reflejando una estatua yacente es An Arundel Tomb de Philip Larkin.

## Cristo yacente
La representación de Cristo yacente es un tema frecuente en el arte cristiano.

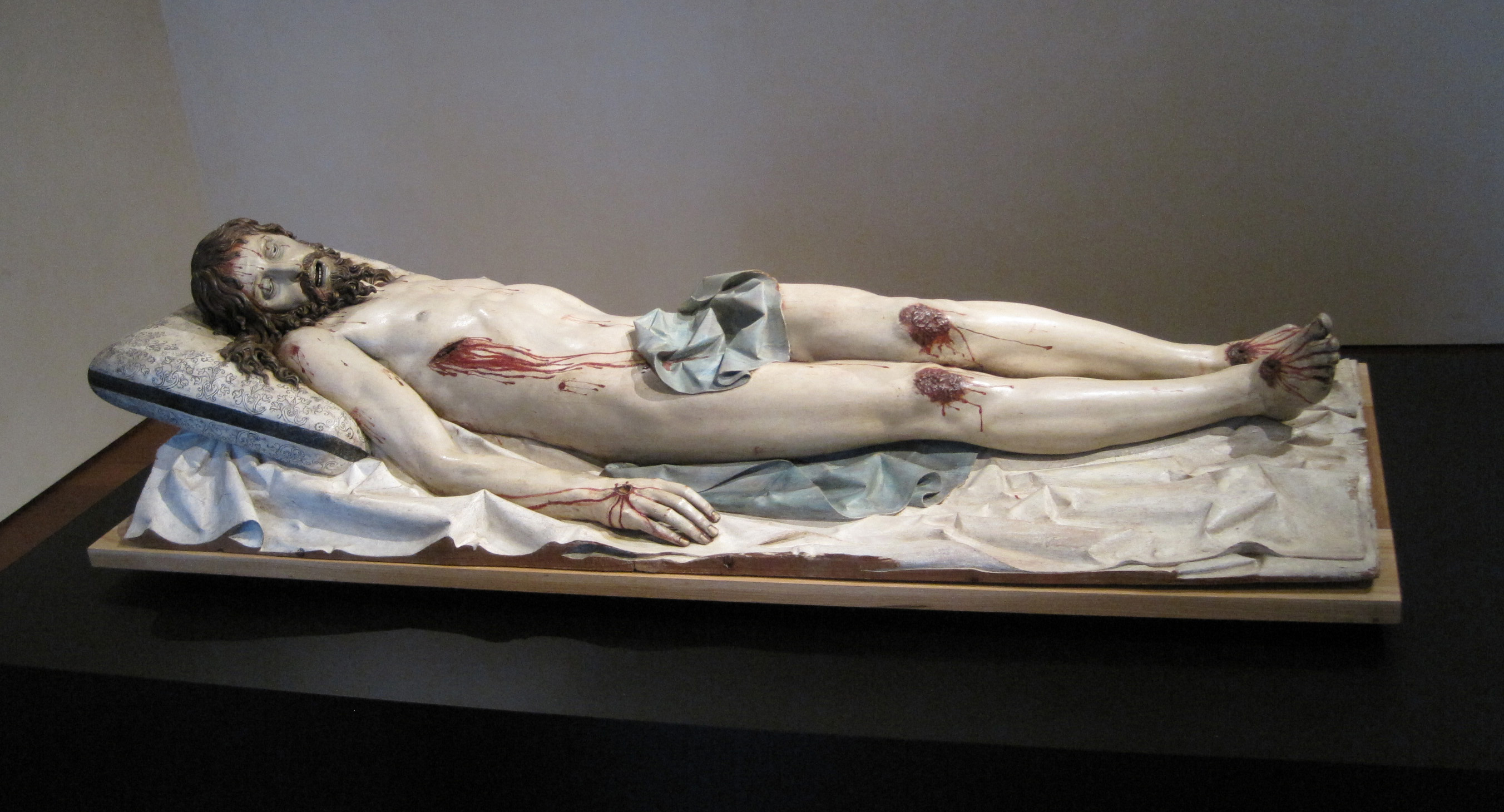
Cristo yacente, de Gregorio Fernández, 1627.

## Galería de imágenes

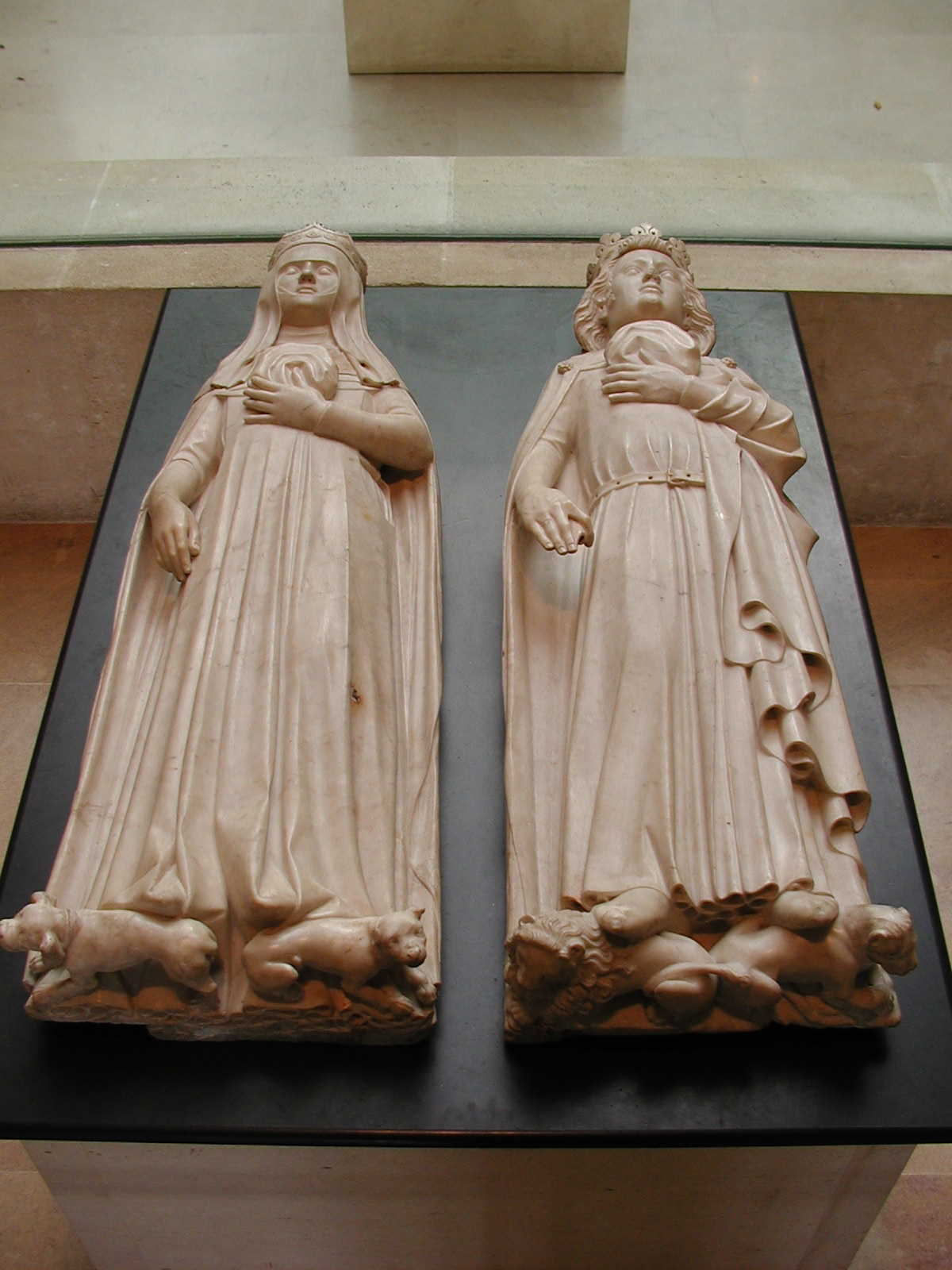
Estatuas yacentes de Juana de Évreux y Carlos IV de Francia (1372) en la abadía de Maubuisson, cerca de París.
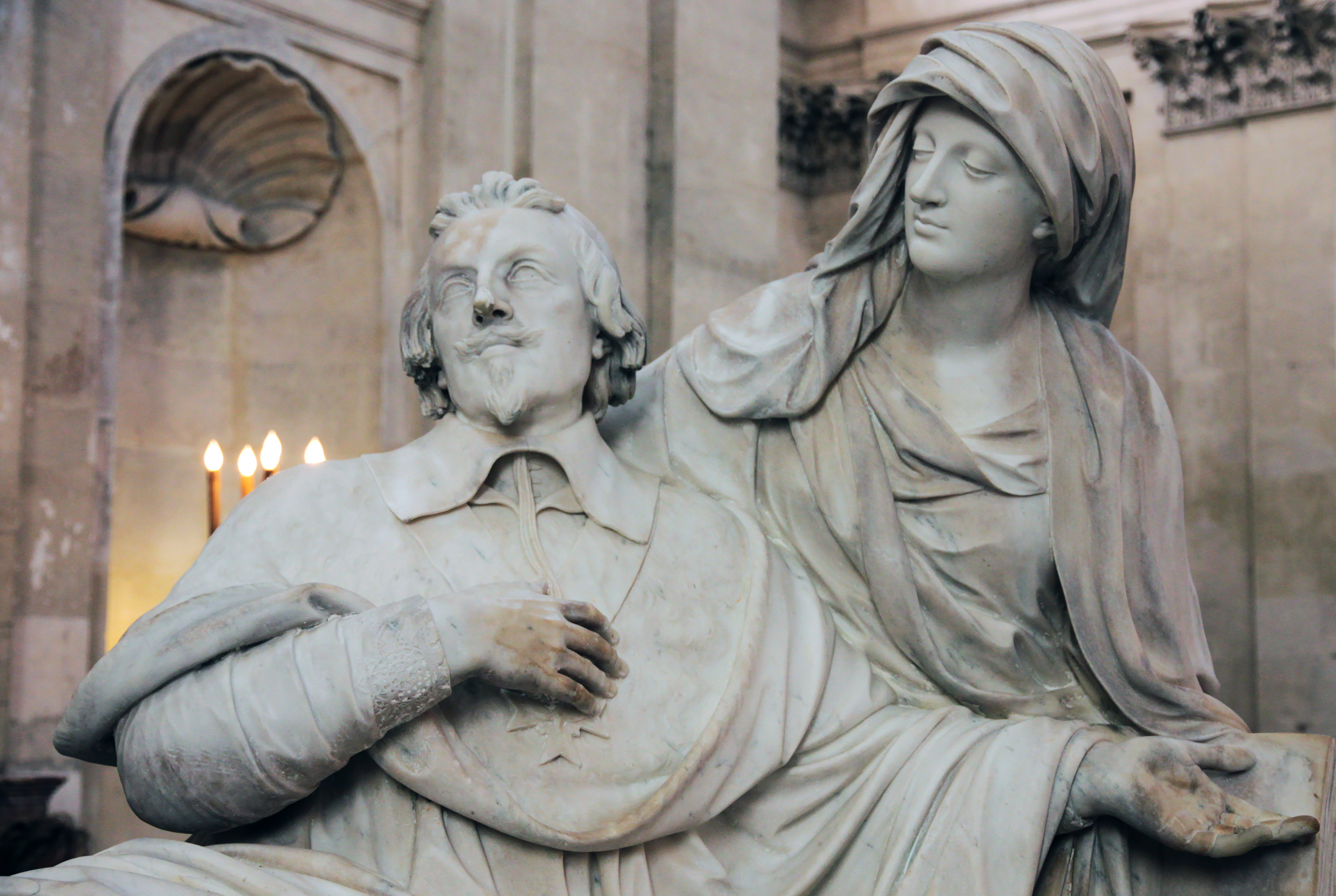
Una elaboración barroca: tumba del cardenal Richelieu en la Chapelle de la Sorbonne, por François Girardon (ca.  1675-94), París. El cardenal está muriendo en los brazos de la Piedad.
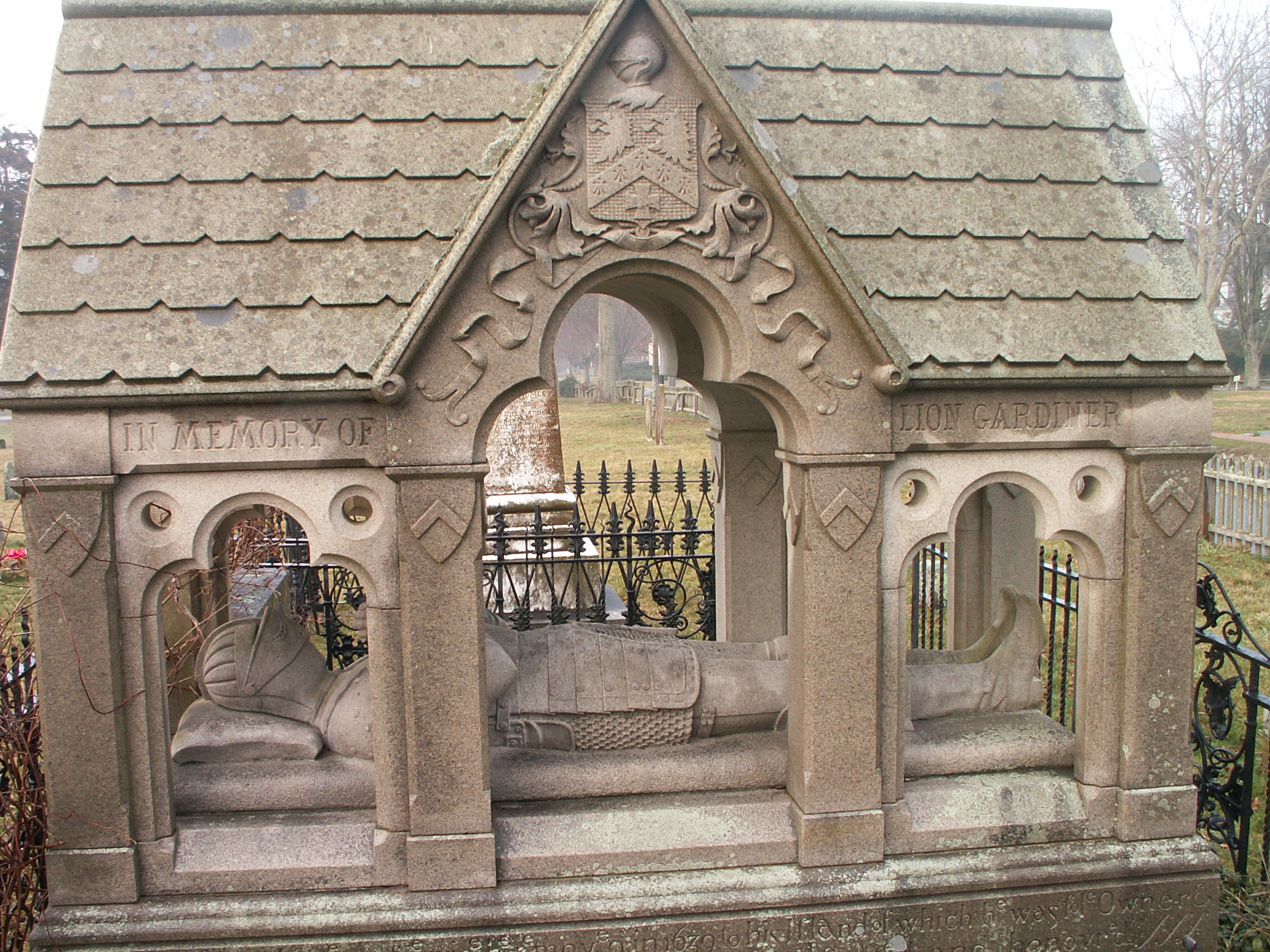
Tumba de Lion Gardiner, East Hampton, Nueva York — construida en 1886 y diseñada por James Renwick, Jr. — comprende una adaptación del siglo XIX.
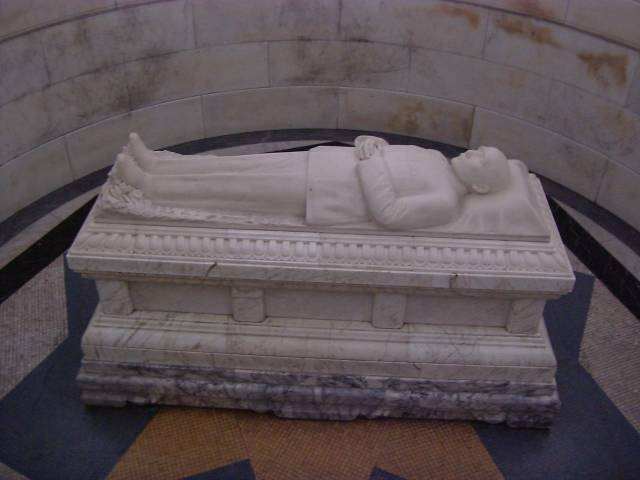
Escultura recostada en el Mausoleo de Sun Yat-sen, China

- Datos: Q6642845
- Multimedia: Recumbent effigies / Q6642845